# Oscar Martínez Salazar
Oscar Martínez Salazar (23 de marzo de 1941-14 de septiembre de 1981) fue un político colombiano, hijo de Julio Martínez Vargas y Bertha Salazar Dávila, graduado de bachiller del colegio San Pedro Claver de Bucaramanga y de abogado de la Universidad del Rosario.
Fue Secretario Privado del Ministerio de Trabajo, Director de Caminos Nacionales para Santander, Secretario de Planeación de Santander, Secretario de Gobierno y Alcalde de Bucaramanga encargado, cónsul de Colombia en Esmeralda, consejero de la Embajada en Venezuela, Gobernador de Santander y representante a la Cámara.
El doctor Martínez se había casado con Cecilia Puentes y fue padre de 6 hijos. En su nombre fue construido un barrio de Charalá en 1990 y creada la medalla que otorga el Consejo Municipal de San Gil para distinguir aquellas personas que se han destacado en el campo Administrativo, Económico, y Social contribuyendo al desarrollo y engrandecimiento de Colombia.